# Ingo Schulze
Ingo Schulze (Drezda, 1962. december 15. –) német író. 2023. november 3-tól a Német Nyelv- és Irodalmi Akadémia elnöke.

## Élete
Schulze, egy fizikus és orvos fia, szülei válása után édesanyjával nőtt fel. 1981-ben elvégezte a Dresdner Kreuzschule-t, majd az NVA-nál töltött katonai alapszolgálatot; 1988-ig klasszika-filológiát és germanisztikát tanult a Jénai Egyetemen. Schulze ezután két évig dramaturgként dolgozott a Landestheater Altenburgban, amelyet otthagyott, hogy újságíróként dolgozhasson: 1990-ben társalapítója volt az Altenburger Wochenblatt "független újságnak", valamint az Anzeiger nevű Offertenblatt-nak (egyfajta apróhirdetési újság). Mindkettőt az Altenburger Verlag adta ki, amelyet Schulze 1992 végéig irányította. 1993 elején egy üzletember megbízásából Oroszországba ment, ahol Szentpéterváron elindította a Привет Петербург című reklámújságot. Schulze az 1990-es évek közepe óta szabadúszó íróként él Berlinben. Első házasságából két lánya van. Második házasságát Jutta Müller-Tamm irodalomtudóssal kötötte.
2006 óta tagja a Berlini Művészeti Akadémiának, 2007 óta pedig a darmstadti Német Nyelvi és Költészeti Akadémiának. Tagja a Szász Művészeti Akadémiának és a PEN-Zentrum Deutschlandnak is.
2019 őszén Ingo Schulze a Müncheni Irodalmi Fesztivál kurátora lett. Mottója: „Gyakorlatok a paradicsomban. Kérdések a világ számára 1989 után."

## Munkái

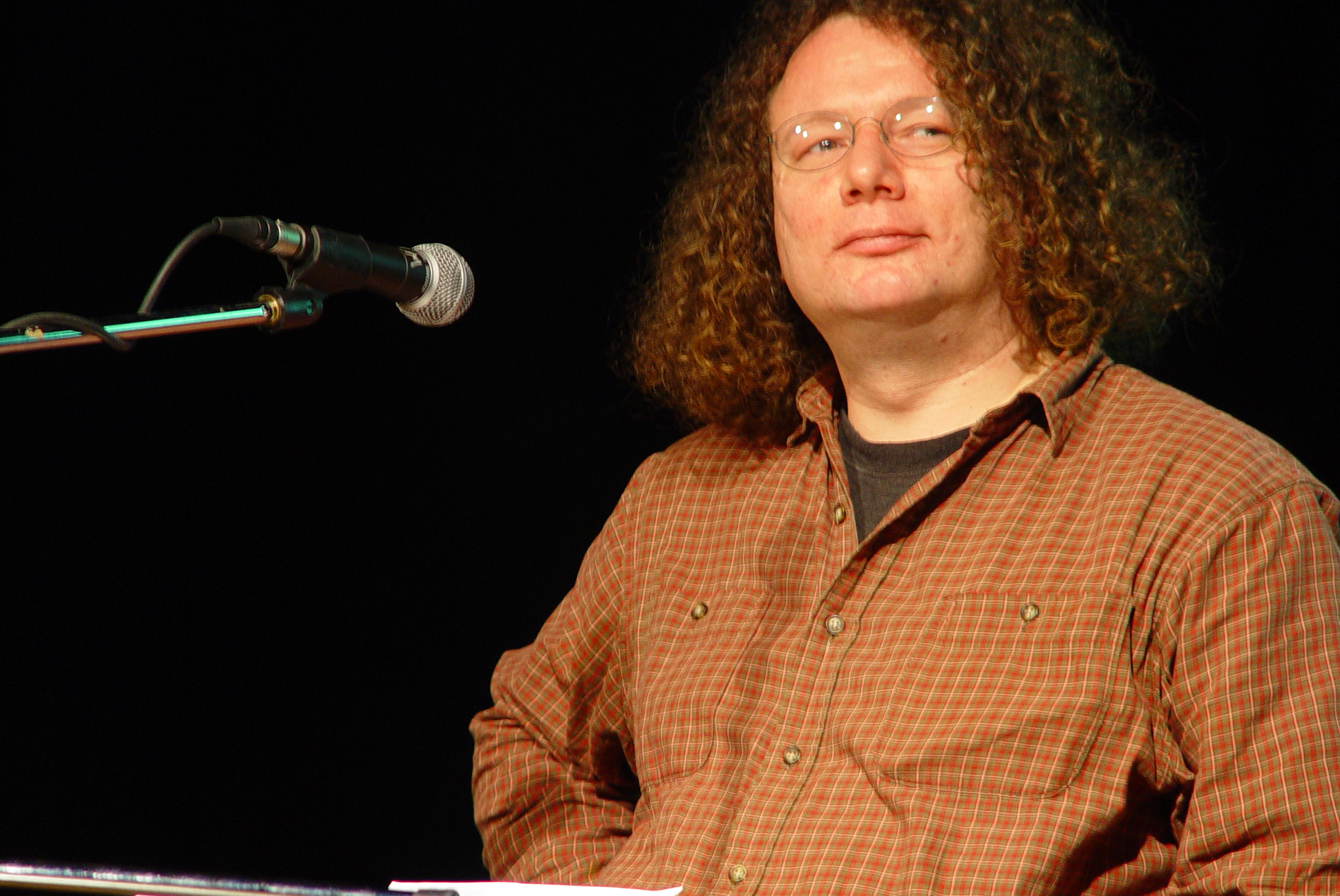
Ingo Schulze 2004-ben

A szentpétervári tapasztalatai Schulze első könyvkiadásába is belefolytak. A 33 Augenblicke des Glücks (1995) történetei az orosz metropoliszban játszódnak. Schulze szerkesztői fikciót használ, amely szövegeit egy németországi, irodalmi háttérrel rendelkező újságírónak tulajdonítja, aki Szentpéterváron tűnt el. A történetgyűjtemény többnyire pozitív kritikákat kapott a kritikusoktól. 1998-ban megjelent Simple Storys a türingiai Altenburgban játszódnak, ahol Schulze élt és dolgozott; A középpontban az újraegyesítés következményei (Wende) állnak szereplői életében, akiknek az ábrázolásában hiányzik az „újraegyesítés utáni könnyelműség” (Nachwendeweinerlichkeit). A szöveget a recenzensek által könyörtelennek és precíznek minősített stílus jellemezte, amelyet maga a szerző úgy jellemez, hogy "az a novella hangnem, amely megkönnyítette a dolgokat". A mű megjelenése után Günter Grass Schulzét az új szövetségi államok egyik „nagy mesemondójának” (großartigen Erzähler) ismerte el.
Több történet megjelenése után csak 2005-ben következett a következő regény, a Neue Leben. A szerző és újságszerkesztő, Enrico Türmer történetét meséli el, aki a német újraegyesítés évében írt egy barátjának, nővérének és egy szeretőjének. Schulze ismét egy szerkesztő pozíciójába vonul vissza, aki csupán előkészítette a regényt alkotó leveleket; 18. századi levélregényre jellemző trükköt alkalmaz, amelynek újraaktiválását a kritika nem fogadta egyöntetűen. Míg a FAZ kritikusa, Richard Kämmerlings megkérdezte: „Nem lehet egy kicsit régimódibb?” Jörg Magenau a Die Tageszeitungtól ezt az összefüggést tekintette „a regény tényleges csúcspontjának”. Egyes lektorok a művet – nem mindig irónia nélkül – a régóta várt „ultimativen Wenderoman” kategóriába sorolták.
Szülővárosa, Drezda 800. évfordulója alkalmából Ingo Schulze Esszét írt az MDR figaro számára Nachtgedanken (Éjszakai gondolatok) címmel, amelyet 2006. május 3-án sugároztak. Schulze részt vett a drezdai Német Higiéniai Múzeum „Mythos Dresden“ (Drezdai mítosz) című kiállításán is.
Schulze Handy. 13 Geschichten in alter Manier című történetgyűjteménye, amely 2007-ben került a boltokba, szinte egyöntetű dicséretet kapott. Például Volker Weidermann a Frankfurter Allgemeine Sonntagszeitungban a Neue Lebenhez képest úgy ítélte meg, hogy „lezserebb, egyszerűbb, nyugodtabb és egyszerűen nagyon-nagyon szépen megírt”.
Schulze 2007-es Türingiai Irodalmi Díj átvételi beszéde, amelyben a kulturális szektorban a szponzorálás növekvő fontosságáról beszélt, miközben az állam egyidejűleg kivonul belőle, széles körű figyelmet keltett a nemzeti médiában.
Adam und Evelyn című regényét, amelynek főszereplői 1989 késő őszén Magyarországon keresztül hagyták el az NDK-t, öt másik döntőssel együtt jelölték a 2008-as Német Könyvdíjra. Andreas Goldstein rendezésében 2018-ben forgattak filmet.
Schulze 2010-ben megjelent Orangen und Engel. Italienische Skizzen (Narancsok és angyalok. Olasz vázlatok) című novellagyűjteménye a szerző római Villa Massimo rezidenciája (Római Német Akadémia) kapcsán születtek. Ezek olyan történetek, amelyek többnyire a nagyvárosi római környezetből származó egyszerű emberekre összpontosítanak; a történetek a szerző tényleges élményeiként jelennek meg és szintén első személyben szólnak; azonban szinte észrevétlenül elhagyják ezt az önéletrajzi mintát, rejtélyessé válnak és általában kétértelmű a végük.

## Politikai nyilatkozatok
2012 elején nagy figyelmet kapott a Süddeutsche Zeitungban megjelent, a társadalom kifosztása elleni tézisei, valamint a piackonform demokrácia elleni drezdai beszéde (Wider die marktkonforme Demokratie).
A 2013-as szövetségi választások után ő volt az elsők között a kezdeményezője és aki aláírta a "Nagykoalíció ellen" felhívást, amely arra szólította fel az SPD-t, hogy ne lépjen újra koalícióra a CDU/CSU-val, hanem alakíton többségi kormányt a Zöldekkel és a baloldallal, az SPD vezetésével. A „Neubeginn” csoport tagja.

## Publikációk

### Regények
- 33 Augenblicke des Glücks. Aus den abenteuerlichen Aufzeichnungen der Deutschen in Piter. Berlin, Berlin Verlag 1995, ISBN 3-8270-0050-5. Als dtv-Taschenbuch, München 1997, ISBN 3-423-12354-0
- Simple Storys. Ein Roman aus der ostdeutschen Provinz. Berlin, Berlin Verlag 1998, ISBN 3-8270-0051-3
- Neue Leben. Die Jugend Enrico Türmers in Briefen und Prosa. Berlin, Berlin Verlag 2005, ISBN 3-8270-0052-1
- Adam und Evelyn. Berlin, Berlin Verlag 2008, ISBN 978-3-8270-0810-7
- Peter Holtz. Sein glückliches Leben erzählt von ihm selbst. Fischer, Frankfurt am Main 2017, ISBN 978-3-10-397204-7
- Die rechtschaffenen Mörder. Fischer, Frankfurt am Main 2020, ISBN 978-3-10-390001-9[26][27]

### Egyéb egyéni kiadások
- Von Nasen, Faxen und Ariadnefäden. Zeichnungen und Fax-Briefe. Mit Helmar Penndorf(wd). Berlin, Friedenauer Presse 2000, ISBN 3-932109-16-3
- Mr. Neitherkorn und das Schicksal. Erzählung. Edition Mariannenpresse, Berlin 2001, ISBN 3-926433-25-6
- Handy. Dreizehn Geschichten in alter Manier. Berlin, Berlin Verlag 2007, ISBN 978-3-8270-0720-9
- Tausend Geschichten sind nicht genug. Leipziger Poetikvorlesung 2007. Frankfurt am Main, Suhrkamp 2008, ISBN 978-3-518-06966-0
- Der Herr Augustin. Mit Julia Penndorf(wd) (Illustrationen), Bloomsbury-Kinderbuch. Berlin, Berlin Verlag 2008, ISBN 978-3-8270-5329-9
- Was wollen wir? Essays, Reden, Skizzen Berlin, Berlin Verlag 2009, ISBN 978-3-8270-0054-5
- Orangen und Engel. Italienische Skizzen. Mit Matthias Hoch(wd) (Fotografien), Berlin, Berlin Verlag 2010, ISBN 978-3-8270-0916-6
- Unsere schönen neuen Kleider. Gegen eine marktkonforme Demokratie – für demokratiekonforme Märkte, Hanser Verlag, 2012, ISBN 978-3-446-24091-9
- Henkerslos. Ein Märchenbrevier. Hanser Verlag, 2013, ISBN 978-3-446-24405-4 (Zusammen mit Christine Traber. Mit Illustrationen von Sebastian Menschenmoser).[28]
- gemeinsam mit Kiran Klaus Patel(wd): Doppelt verbunden, halb vereint. Der Beitritt der DDR zur BRD und zur Europäischen Gemeinschaft. Hamburger Edition, Hamburg 2022, ISBN 978-3-86854-353-7
- zusammen mit Antje Vollmer(wd) et al.: Neubeginn. Aufbegehren gegen Krise und Krieg. Eine Flugschrift. VSA Verlag, Hamburg 2022, ISBN 978-3-96488-138-0

### Esszék, beszédek
- Das Herakles-Motiv in der „Ästhetik des Widerstands“. In: Wissenschaftliche Zeitschrift der Friedrich-Schiller-Universität Jena (Gesellschafts- und sprachwissenschaftliche Reihe) 36. Jg., 1987, Heft 3, S. 417–422.
- Der Brief meiner Wirtin. Laudatio auf Josua Reichert(wd)[29]. In: Sinn und Form 52, 2000, H. 3, S. 435–442.
- Lesen und Schreiben oder „Ist es nicht idiotisch, sieben oder gar acht Monate an einem Roman zu schreiben, wenn man in jedem Buchladen für zwei Dollar einen kaufen kann?“. In: Ute-Christine Krupp(wd), Ulrike Janssen (Hrsg.): Zuerst bin ich immer Leser. Prosa schreiben heute. Frankfurt am Main, Suhrkamp 2000, ISBN 3-518-12201-0, S. 80–101.
- Würde ich nicht lesen, würde ich auch nicht schreiben. Meranier-Gymnasium, Lichtenfels 2002.
- Nachtgedanken. Am 3. Mai 2006 von MDR figaro gesendeter Essay
- Meine kopernikanische Wende. In: Renatus Deckert(wd) (Hrsg.): Das erste Buch. Schriftsteller über ihr literarisches Debüt. Frankfurt, Suhrkamp 2007, ISBN 978-3-518-45864-8
- Signor Candy Man. In: Süddeutsche Zeitung. 5. Januar 2008
- Eine, zwei, noch eine Geschichte/n. Mit Imre Kertész und Péter Esterházy. Berlin, Berlin Verlag 2008, ISBN 978-3-8270-0787-2
- Popikone. In: Thomas Kraft (Hrsg.): Beat Stories. München, Blumenbar 2008, ISBN 978-3-936738-36-0
- Fast ein Märchen. In: Sinn und Form. 60, 2008, H. 4, S. 453–457.
- Eine Nacht bei Boris erschienen in der Reihe: Books to Go, Berlin, Deutscher Taschenbuch Verlag, April 2009, ISBN 978-3-423-08222-8
- Nach der Flut. Laudatio zur Verleihung des Anna-Seghers-Preises an Lukas Bärfuss(wd)[30]. In: Sinn und Form. 61, 2009, H. 3, S. 413–419.
- Nützliche Idioten. Für die regierenden Parteien sind die Pegida-Demonstranten eine bequeme Opposition – denn die eigentlichen Fragen werden von ihnen gerade nicht gestellt, in: SZ Nr. 21, 27. Januar 2015, S. 9.
- Der Amerikaner, der den Kolumbus zuerst entdeckte …: Essays. Frankfurt, S. Fischer 2022, ISBN 978-3-10-397043-2

Dokumentumfilm városi jegyzőként
- Rettung aus dem Regenwald? ZDF / 3sat 2011, zusammen mit Christine Traber. (Dokumentation über Terra preta(wd) bei Burnout – Der erschöpfte Planet. Erstausstrahlung 12. November 2011, 45 Minuten).

Rádiójáték
- Das Deutschlandgerät, Regie: Stefan Kanis(wd), MDR 2014
- Augusto, der Richter, mit Paul Herwig(wd) (Ich), Christian Redl(wd) (Augusto), Judith Rosmair(wd), Krista Posch(wd), Ingo Schulze u. a. Regie: Ulrich Lampen(wd), MDR/BR 2016. Als Podcast/Download im BR Hörspiel Pool.[31]

### Magyarul megjelent
- A boldogság 33 pillanata (33 Augenblicke des Glücks) – Gondolat, Budapest, 2004 · ISBN 9639567361 · Fordította: Nádori Lídia
- Szimpla sztorik (Simple Storys : ein Roman aus der ostdeutschen Provinz) – Gondolat, Budapest, 2004 · ISBN 9639567108 · Fordította: Nádori Lídia
- Új életek (Neue Leben) – Európa, Budapest, 2008 · ISBN 9789630784795 · Fordította: Nádori Lídia
- Adam és Evelyn (Adam und Evelyn) – Európa, Budapest, 2009 · ISBN 9789630788359 · Fordította: Nádori Lídia
- Mobil – Tizenhárom történet régi modorban (Handy : Dreizehn Geschichten in alter Manier) – Európa, Budapest, 2011 · ISBN 9789630787321 · Fordította: Nádori Lídia
- Jóravaló gyilkosok (Die rechtschaffenen Mörder) – PRAE.HU, Budapest, 2021 · ISBN 9786156199188 · Fordította: Nádori Lídia

## Díjai
- 1995: Alfred-Döblin-Förderpreis
- 1995: Ernst-Willner-Preis beim Ingeborg-Bachmann-Wettbewerb
- 1995: Aspekte-Literaturpreis
- 1998: Johannes-Bobrowski-Medaille
- 2001: Joseph-Breitbach-Preis (gemeinsam mit Dieter Wellershoff und Thomas Hürlimann(wd))
- 2006: Finalist für den Deutschen Buchpreis: Neue Leben
- 2006: Peter-Weiss-Preis der Stadt Bochum
- 2007: Thüringer Literaturpreis
- 2007: Preis der Leipziger Buchmesse (Kategorie: Belletristik)
- 2008: Samuel-Bogumil-Linde-Preis
- 2008: Finalist für den Deutschen Buchpreis: Adam und Evelyn
- 2009: Brüder-Grimm-Professur
- 2009: Longlist des International IMPAC Dublin Literary Award mit der englischen Übersetzung von Neue Leben
- 2011: Mainzer Stadtschreiber
- 2011: Heinrich-Heine-Gastdozentur
- 2012: Literaturpreis des Freien Deutschen Autorenverbands (FDA)
- 2013: Bertolt-Brecht-Preis der Stadt Augsburg
- 2013: Manhae-Preis der Manhae-Foundation Korea
- 2014: Hörspiel des Monats Oktober für Das Deutschlandgerät
- 2017: Rheingau Literatur Preis für Peter Holtz. Sein glückliches Leben erzählt von ihm selbst
- 2017: Nominierung zum Deutschen Buchpreis mit Peter Holtz
- 2019: Werner-Bergengruen-Preis
- 2020: Bundesverdienstkreuz 1. Klasse[32]
- 2021: Preis der Literaturhäuser
- 2021: Kunstpreis der Landeshauptstadt Dresden
- 2021/22: Paderborner Gastdozentur für Schriftstellerinnen und Schriftsteller zusammen mit Frank Witzel(wd)
- 2022: Metropolenschreiber Ruhrgebiet[33]

## Fordítás
- Ez a szócikk részben vagy egészben  az   Ingo Schulze című német Wikipédia-szócikk fordításán alapul.  Az eredeti cikk szerkesztőit annak laptörténete sorolja fel. Ez a jelzés csupán a megfogalmazás eredetét és a szerzői jogokat jelzi, nem szolgál a cikkben szereplő információk forrásmegjelöléseként.